# Yiannoúzi
Yiannoúzi (Yiannouzi) är en ort i Grekland.   Den ligger i prefekturen Nomós Aitolías kai Akarnanías och regionen Västra Grekland, i den centrala delen av landet, 210 km väster om huvudstaden Aten. Yiannoúzi ligger 67 meter över havet och antalet invånare är 447.
Terrängen runt Yiannoúzi är kuperad österut, men västerut är den platt.Runt Yiannoúzi är det ganska tätbefolkat, med 86 invånare per kvadratkilometer. Närmaste större samhälle är Agrínio, 2,5 km norr om Yiannoúzi. Trakten runt Yiannoúzi består till största delen av jordbruksmark.